# روش لمپ

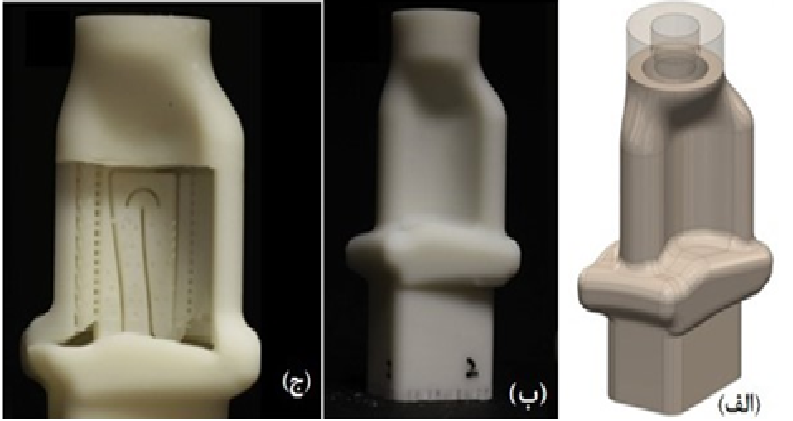
مثالی از توانایی‌های ساخت به روش LAMP الف) مدل سه بعدی قالب پره توربین ب) پوسته خارجی قالب یک پره توربین ج) هندسه داخلی پیچیده قالب و ماهیچه ساخته شده به روش LAMP

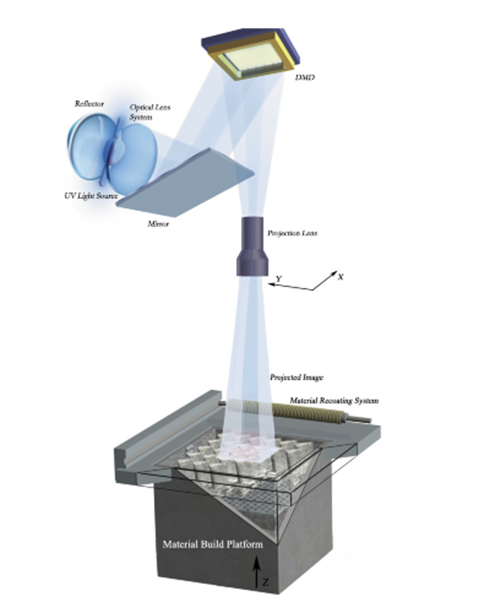
نمایی از دستگاه LAMP ساخته شده در آزمایشگاه Direct Digital Manufacturing دانشگاه جرجیا

روش لمپ (LAMP یا Large Area Maskless Photopolymerization)، یک نوع روش استریولیتوگرافی با الگوی دینامیکی است که برای اولین بار توسط گروهی از دانشگاه جرجیا، دانشگاه میشیگان و شرکت‌های PCC Airfoils و Honeywell برای تولید قالب‌های سرامیکی یک تکه (پوسته و ماهیچه) به منظور ریخته‌گری پره‌های توربین توسعه یافت. در LAMP دوغابی از پودر سرامیک با رزین مایع پلیمرهای پخت شونده با نور به صورت لایه به لایه در معرض تابش اشعه ماورای بنفش قرار می‌گیرد.
اساس روش LAMP برای تولید قالب‌های سرامیکی یک تکه به منظور ریخته‌گری فلزات، برمبنای فوتوپلیمریزاسیون دوغابی از پودر سرامیک با محلول‌های مونومری است، به طوری که دوغاب مایع در معرض تابش اشعه ماورای بنفش (UV)، پخت و تبدیل به جامد می‌شود.
تابش اشعه ماورای بنفش یک منبع نوری گسترده با ریز آینه‌های دیجیتال (DMD) به عنوان مدولاتور نوری فضایی یا SLM و به کمک یک برنامه کامپیوتری کنترل می‌شود تا شکل هندسی هر لایه کنترل شود. هر لایه رزین با تابش اشعه ماورا بنفش پخت می‌شود و در نهایت جامد سه بعدی مورد نظر ایجاد می‌شود.

## مروری بر کارهای انجام شده در زمینه LAMP
از محققانی که در زمینه LAMP فعالیت داشته‌اند، می‌توان به  داس و هالوران اشاره کرد.  داس از دانشگاه جرجیا جزو توسعه دهندگان اصلی تکنولوژی ساخت به روش LAMP است. همچنین  هالوران از دانشگاه میشیگان دیگر محقق فعال در زمینه دوغاب‌های سرامیکی قابل پخت با نور ماورای بنفش که در استریولیتوگرافی سرامیک‌ها کاربرد دارند، است.
این محققان روی ساخت تجهیزات، توسعه، شناخت خواص مواد و آزمایش فرایند تولید به روش LAMP کار کرده‌اند. نام این محققان در دو ثبت اختراع مشاهده شده‌است ولی مقالات کمی از آنها منتشر شده‌است که در آنها اطلاع کافی وجود ندارد. به همین دلیل گمان می‌رود که در حال تجاری سازی و فروش این روش با یکی از شرکتهای بزرگ ریخته‌گری آمریکا باشند.
در ثبت اختراع US. Patent 2010/0003619 B2 با عنوان "سامانه و روش تولید قطعات سه بعدی " که توسط داس و هالوران در سال ۲۰۱۰ به ثبت رسیده‌است، اساس روش LAMP شرح داده شده‌است.
در ثبت اختراع دیگری به شماره US. Patent 6,117,612 با عنوان "رزین استریولیتوگرافی برای نمونه سازی سریع سرامیک‌ها و فلزات " که توسط آقای هالوران و گریفیت در سال ۲۰۰۰ به ثبت رسیده‌است، رزین‌های قابل پخت با نور که دارای حداقل ۴۰ درصد حجمی پودر جامد (سرامیک یا فلز) هستند و مناسب نمونه سازی سریع و ساخت قالب‌های سرامیکی برای ریخته‌گری قطعات فلزی هستند، بحث شده‌است.

## معرفی روش استریولیتوگرافی
فناوری استریولیتوگرافی عبارت است از پخت یا جامد کردن پلیمر مایع حساس به نور با استفاده از تابش نور به نقاط لازم. نقاطی که تحت تأثیر نور قرار می‌گیرند انرژی لازم برای یک واکنش شیمیایی را به دست می‌آورند. این واکنش شیمیایی (واکنش پخت) باعث پیوستن مولکول‌های کوچک به هم و تشکیل مولکول‌های بزرگ‌تر می‌شود. این به هم پیوستن یک شبکه منسجم و به هم پیوسته‌ای از پلیمر را تشکیل می‌دهد که به حالت جامد در می‌آید.
در استریولیتوگرافی سرامیک‌ها به جای استفاده از رزین پلیمری حساس به نور استریولیتوگرافی از دوغاب سرامیکی با رزین پلیمری پخت شونده با نور برای تولید قالب‌های سرامیکی استفاده می‌شود.
همچنین، میزان تخلخل قطعه سرامیکی ساخته شده با این روش به پارامترهای مختلفی از قبیل ضخامت لایه، نوع پودر سرامیکی، اندازه ذرات، شرایط سینتر قطعه و … بستگی دارد.
فرایند استریولیتوگرافی را می‌توان بسته به نوع واکنش شیمیایی، پلیمر حساس به نور و نحوه تابش نور دسته‌بندی کرد.
به دلیل استحکام و سختی پایین، همچنین عملکرد خزشی ضعیف و بی‌ثباتی در طی گذشت زمان، قطعات ساخته شده به روش استریولیتوگرافی دارای محدودیت‌های کاربردی هستند. با این حال می‌توان قابلیت‌های این گونه قطعات را با پوشش دهی سطحی توسط لایه‌ای از آلیاژ مس یا نیکل افزایش داد.
به دلیل اینکه قطعات استریولیتوگرافی از یک رزین تولید می‌شوند، لذا تک رنگ بوده و برای ارایه برخی قابلیت‌ها این موضوع یک ضعف محسوب می‌شود. ایده‌های مختلفی برای چند رنگی کردن قطعات مطرح می‌باشد که می‌توان به ایده استفاده از رزین‌های مختلف با رنگ‌ها مختلف یا ایده ایجاد اختلاف رنگ با استفاده از تغییر شدت تابش نور به رزین اشاره نمود.

## ساخت لایه لایه
برای ساخت لایه‌ها لازم است که مدل CAD قطعه در فواصل مشخصی برش خورده و سطح مقطع دو بعدی آن به دست آید. با ساخت این سطح مقطع‌های دو بعدی و مونتاژ آن‌ها روی یکدیگر مدلی از قطعه طراحی شده به صورت فیزیکی ساخته خواهد شد. استریولیتوگرافی، حاصل تلفیق چندین فناوری پایه می‌باشد. از این رو در شاخه‌های زیر به آن پرداخته می‌شود:
- مواد کامپوزیت، ساخت قطعات با مخلوط کردن سرامیک یا اکسید فلز در رزین پلیمری
- طراحی/ تولید به کمک رایانه جهت مدل سازی و لایه بندی قطعه
- اپتیک، شامل منبع نور و ادوات اپتیکی مانند آینه، فیلتر، عدسی
- مکاترونیک، شامل اسکنرهای لیزری و کنترل دقیق ادوات مکانیکی توسط رایانه
- شیمی و پلیمر، فرایندهای پلیمریزاسیون و پلیمرهای حساس به نور
- سامانه‌های میکرو الکترومکانیکی، مانند ریزآینه‌های دیجیتالی

## پله پله شدن
در استریولیتوگرافی پدیده‌ای به عنوان پله پله‌ای شدن وجود دارد که به علت عدم عمود بودن پرتو لیزر با سطح بیرونی قطعه به وجود می‌آید. در این پدیده با افزایش ضخامت لایه‌ها پله‌های بزرگ‌تری در نواحی سطحی قطعه ایجاد می‌شود که دقت و صافی سطح قطعه را کاهش می‌دهد. تکنیک‌های بسیاری برای محاسبه و محدود کردن این پدیده ارایه شده‌است. به‌طور کلی این تکنیک‌ها شامل روش لایه زنی تطبیقی، بهینه‌سازی جهت ساخت قطعه و بهینه‌سازی پارامترهای فرایند می‌باشد.